# オスカー・ワルツェル

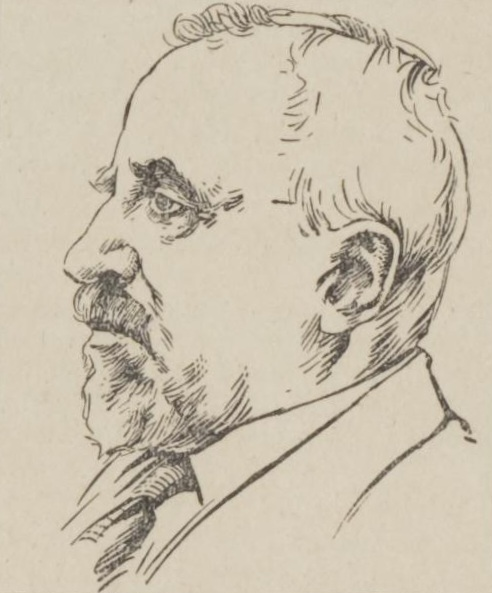
オスカー・ワルツェル

オスカー・ワルツェル（Oskar Walzel、1864年10月28日 - 1944年12月29日）は、オーストリアウィーン出身でドイツの文学者。
ベルン、ドレスデン、ボンで大学教授として働いていた。
ロマン主義の研究に優れ、ドイツの詩人、作家、ジャーナリストのハインリヒ・ハイネ、同国の歴史学者、劇作家、思想家のフリードリヒ・フォン・シラーなどの作品の編集者として名高い。
また、ドイツの哲学者であるヴィルヘルム・ディルタイの精神史、文学研究、スイスの美術史家のハインリヒ・ヴェルフリンの様式史的研究の統合を試みた人物でもあった。
1944年12月29日にボンで亡くなる。

## 作品
- 1908年、『ドイツロマン主義』（Deutsche Romantik）
- 1917年、『Leitmotive in Dichtungen』
- 1920年、『ゲーテ死後の、ドイツ文学』（Die deutsche Dichtung seit Goethes Tod）
- 1923年、『Gehalt und Gestalt im Kunstwerk des Dichters』
- 1926年、『言語芸術作品』（Das Wortkunstwerk）
- 1927年 - 1930年、『ゴットシェートから原題までのドイツ文学』